# Ľuboš
Pour les articles homonymes, voir Lubos.
Ľuboš est un prénom masculin de langue slovaque. 
La décomposition en lettres de l’alphabet slovaque est : Ľ u b o š .
Il existe un prénom de langue tchèque de forme voisine : Luboš. 
Les Ľuboš sont fêtés le 24 septembre en Slovaquie. 
- Pour l'ensemble des articles sur les personnes portant ce prénom, consulter :
  - la liste des articles dont le titre commence par ce prénom
  - les listes produites par Wikidata : Liste des personnes de prénom « Ľuboš » — même liste en incluant les éventuels prénoms composés qui contiennent « Ľuboš ».

Parmi lesquels : 
- Ľuboš Bartečko (né le 14 juillet 1976 à Kežmarok en Tchécoslovaquie aujourd’hui ville de Slovaquie), joueur professionnel de hockey sur glace slovaque.
- Ľuboš Kamenár (né en 1987), footballeur international slovaque, évoluant au poste de gardien de but.
- Ľuboš Micheľ (né en 1968 en Slovaquie), ancien arbitre de football international.